# Penelopides panini

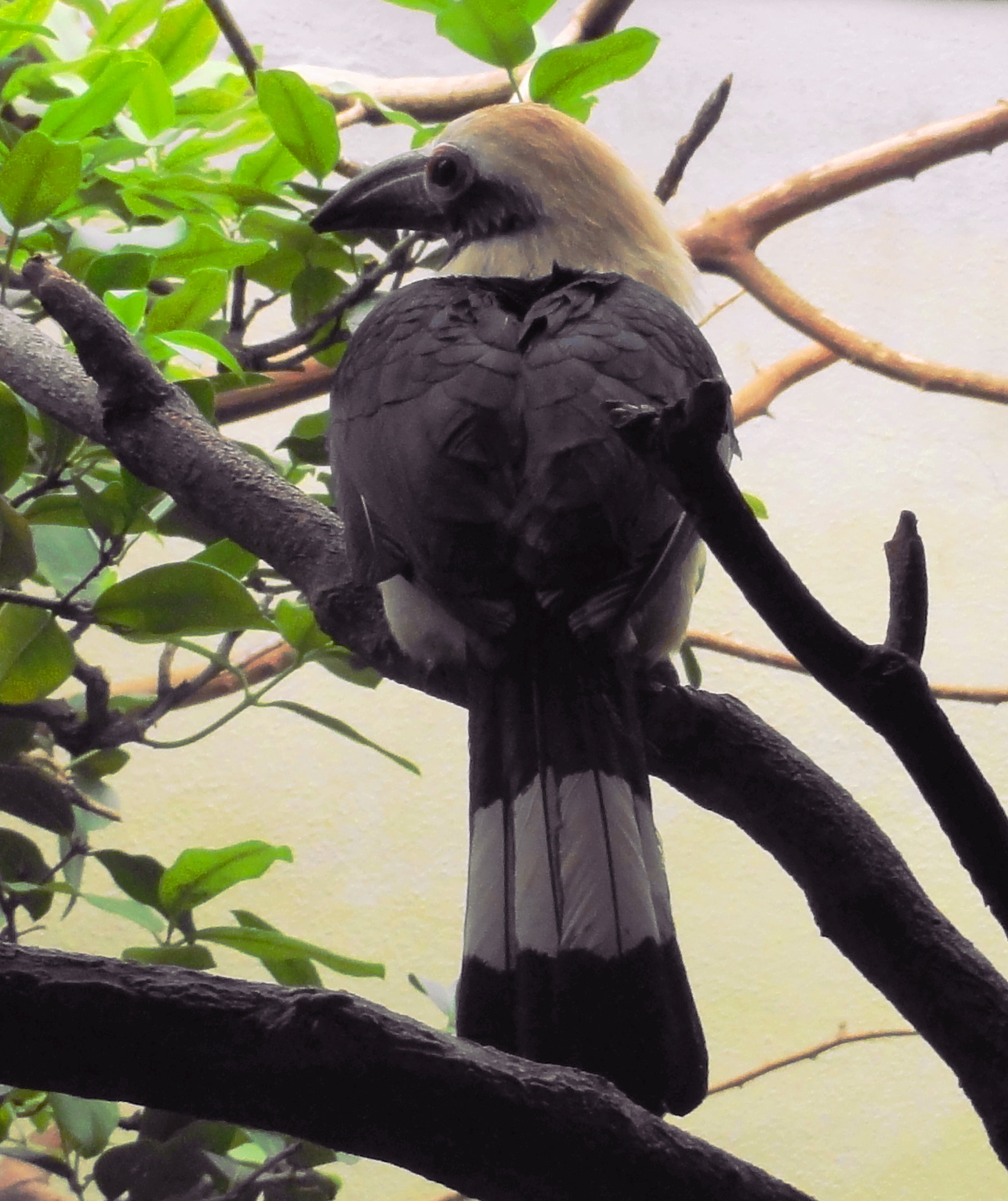
Un Penelopides panini nello zoo di Francoforte

Il bucero delle Visayas (Penelopides panini (Boddaert, 1783)) è un uccello della famiglia dei Bucerotidi. Il suo areale è limitato ad alcune isole delle Filippine, dove è presente con due sottospecie.
Come molte altre specie di buceri asiatici la cui distribuzione è limitata alle isole, anche il bucero delle Visayas è ormai divenuto molto raro in natura. La IUCN lo classifica come «specie in pericolo» (Endangered).

## Descrizione
Il bucero delle Visayas è uno dei buceri più piccoli. La lunghezza totale del corpo è di 45 centimetri. La lunghezza delle ali dei maschi è compresa tra 24,6 e 27,5 centimetri, mentre le femmine hanno una lunghezza delle ali compresa tra 23,6 e 26,5 centimetri. I maschi hanno anche becchi e code più grandi: il becco di un maschio di medie dimensioni è lungo quasi 11 centimetri; la coda ha una lunghezza di 22 centimetri. Nelle femmine, la lunghezza del becco è in media di 9,4 centimetri e la coda è lunga 20,7 centimetri. Il dimorfismo sessuale è pronunciato.

### Maschio
Nei maschi, la testa, il collo e il petto sono di colore bianco-giallastro. La regione auricolare e la gola sono nere. La parte inferiore del petto, l'addome e le cosce, nonché la parte superiore della coda e le copritrici caudali inferiori, sono di colore bruno-rossastro. La parte superiore del corpo e le ali sono nere con riflessi verde metallico. La coda è di colore giallo-rossastro con una banda nera. Il becco è color corno scuro con solchi gialli su entrambe le mascelle. Il casco consiste in una cresta leggermente rialzata che termina nella metà anteriore del becco. La pelle senza piume intorno all'occhio va dal biancastro al color carne. La gola nuda è nera. Gli occhi sono rossi, le zampe e i piedi sono marrone scuro.

### Femmina e giovane
Nelle femmine, anche la testa, il collo e la parte alta del petto, così come le copritrici caudali superiori e inferiori, sono neri, a differenza dei maschi. La pelle senza piume intorno all'occhio è di colore azzurro pallido. Gli occhi sono rossi, le zampe e i piedi sono neri.
Gli esemplari giovani presentano inizialmente una livrea che ricorda in gran parte quella del maschio. Diversamente da questo, tuttavia, hanno le copritrici caudali superiori marroni. Il becco è più piccolo e di colore verde oliva. Le giovani femmine presumibilmente iniziano a indossare il piumaggio tipico delle congeneri adulte dall'età di sei mesi.

## Biologia
Piccoli gruppi di buceri delle Visayas si possono trovare di tanto in tanto sugli alberi da frutto. Preferiscono restare nella parte bassa degli alberi e si osservano spesso ai margini della foresta. Osservazioni isolate indicano che questa specie dia anche la caccia alle formiche alate.
Finora non sappiamo nulla sul comportamento di corteggiamento della specie; anche le abitudini riproduttive sono poco note. Come tutti i buceri, le femmine si rinchiudono all'interno della cavità naturale di un albero, murandone l'ingresso ad eccezione di una stretta fessura, per poi deporre e covare le uova. Mentre covano vanno incontro alla muta del piumaggio e pertanto sono momentaneamente incapaci di volare. È compito dei maschi rifornire di cibo le compagne e i piccoli durante questo periodo.

## Distribuzione e habitat
Il bucero delle Visayas è l'unico bucero di piccole dimensioni presente nelle Filippine occidentali. Il suo areale comprende le isole di Panay, Masbate, Guimaras, Negros, Pan de Azucar, Sicogon e Ticao.
Vive nelle foreste sempreverdi fino a 1000 metri di altitudine.
La principale minaccia per questa specie è la distruzione dell'habitat. Alcune isole del suo areale, come Masbate e Guimaras, sono state in gran parte disboscate, privando questo uccello della possibilità di trovare zone adatte in cui vivere.

## Tassonomia
Gli studiosi riconoscono due sottospecie di bucero delle Visayas:
- P. p. ticaensis Hachisuka, 1930, diffusa unicamente sull'isola di Ticao;
- P. p. panini (Boddaert, 1783), presente sulle isole di Panay, Masbate, Guimaras, Negros, Pan de Azucar e Sicogon.

P. p. ticaensis è leggermente più grande della forma nominale e le sue piume della parte superiore del corpo brillano di riflessi verde-bluastro.